# الصورة العامة لدونالد ترامب

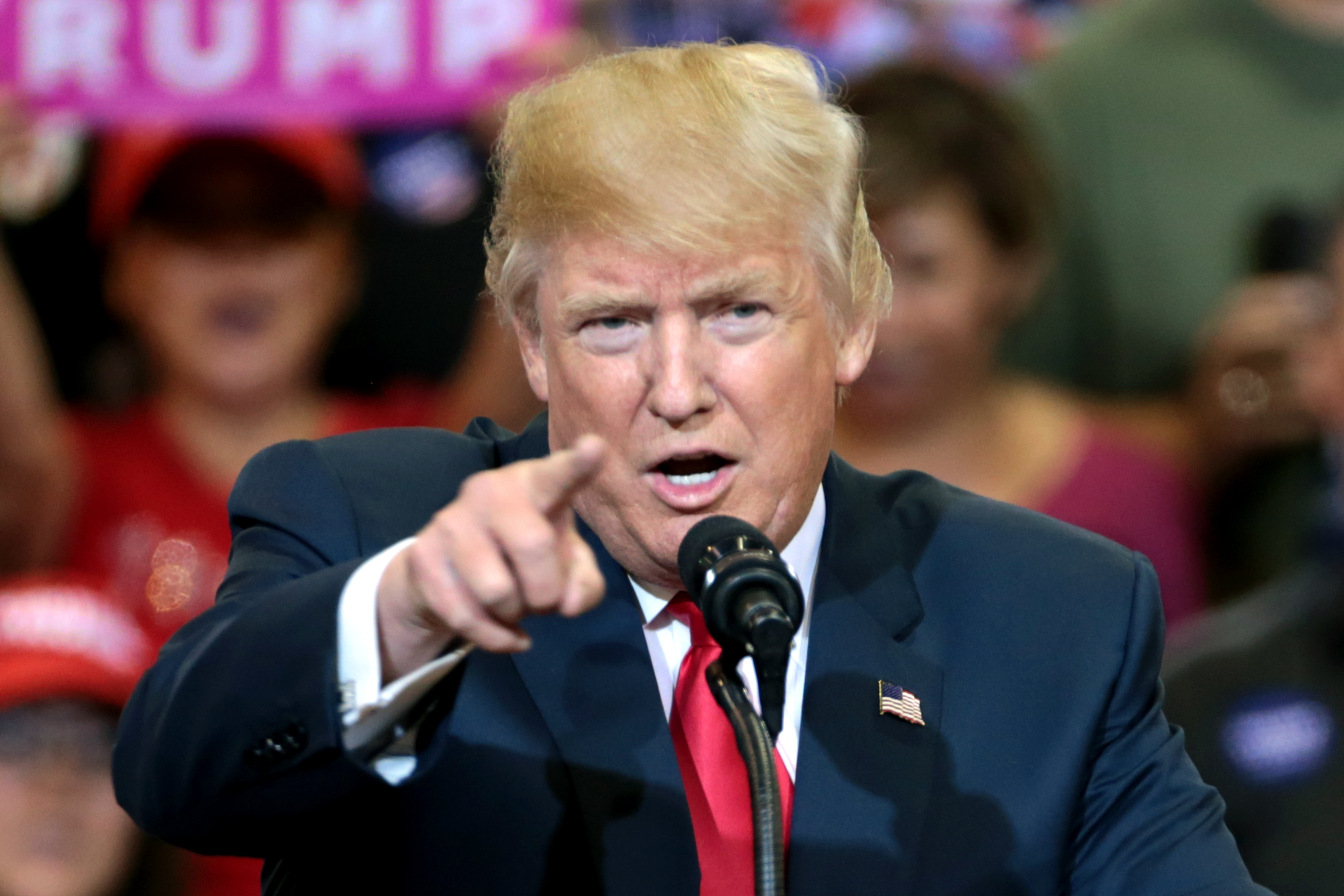
دونالد ترمب في تجمع انتخابي في عام 2016.

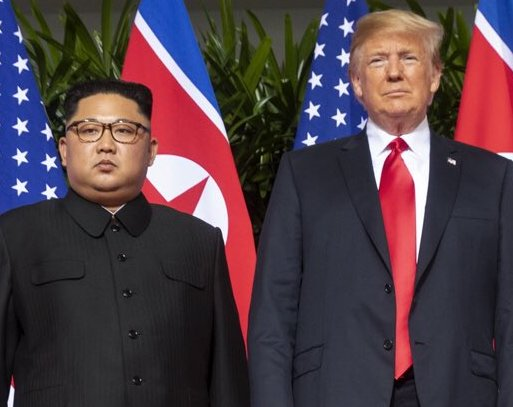
دونالد ترمب وكيم جونغ أون. صرح ترمب أن عدد الكاميرات في خط الصحافة خلال القمة تجاوز تلك الموجودة في حفل توزيع جوائز إيمي.

أثار الرئيس المنتخب للولايات المتحدة والخامس والأربعين دونالد ترمب تصورات عامة شديدة الاستقطاب حول أدائه رئيسًا، وآراءً سلبية حول مزاجه وسلوكه الشخصي أثناء توليه منصبه. كان ترمب رجل أعمال وشخصية تلفزيونية مشهورة قبل دخوله عالم السياسة. ويرى أنصار ترمب أنه بطلًا، ويرى آخرون أنه مجرد رجل أعمال، وكان موضوعًا للنكات كثيرًا.

## الثروة والنجاح
لترمب حضور قوي في وسائل الإعلام الشعبية منذ ثمانينات القرن العشرين، إذ يصُور على أنه رجل زير نساء ومثال ثري للغاية للطبقة العاملة. كتب عالم السياسة مايكل نيلسون أن ترمب نجح في تكوين صورة له بصفته «نموذجًا للنجاح والتألق في عالم ريادة الأعمال».

### الكتب
نشر ترمب ما يصل إلى 19 كتابًا حول مواضيع الأعمال والمالية والسياسية باسمه.
كان أول كتاب لترمب بعنوان «فن الصفقة» (بالإنجليزية: The Art of The deal)(1987) من أكثر الكتب مبيعًا في صحيفة نيويورك تايمز. وذكرت صحيفة ذا نيو يوركر أن الكتاب «ساهم في توسيع شهرة ترمب إلى ما هو أبعد من مدينة نيويورك، حيث روج لنفسه بصفته صانع صفقات ناجحًا ورجل أعمال».

### علامات ترمب التجارية

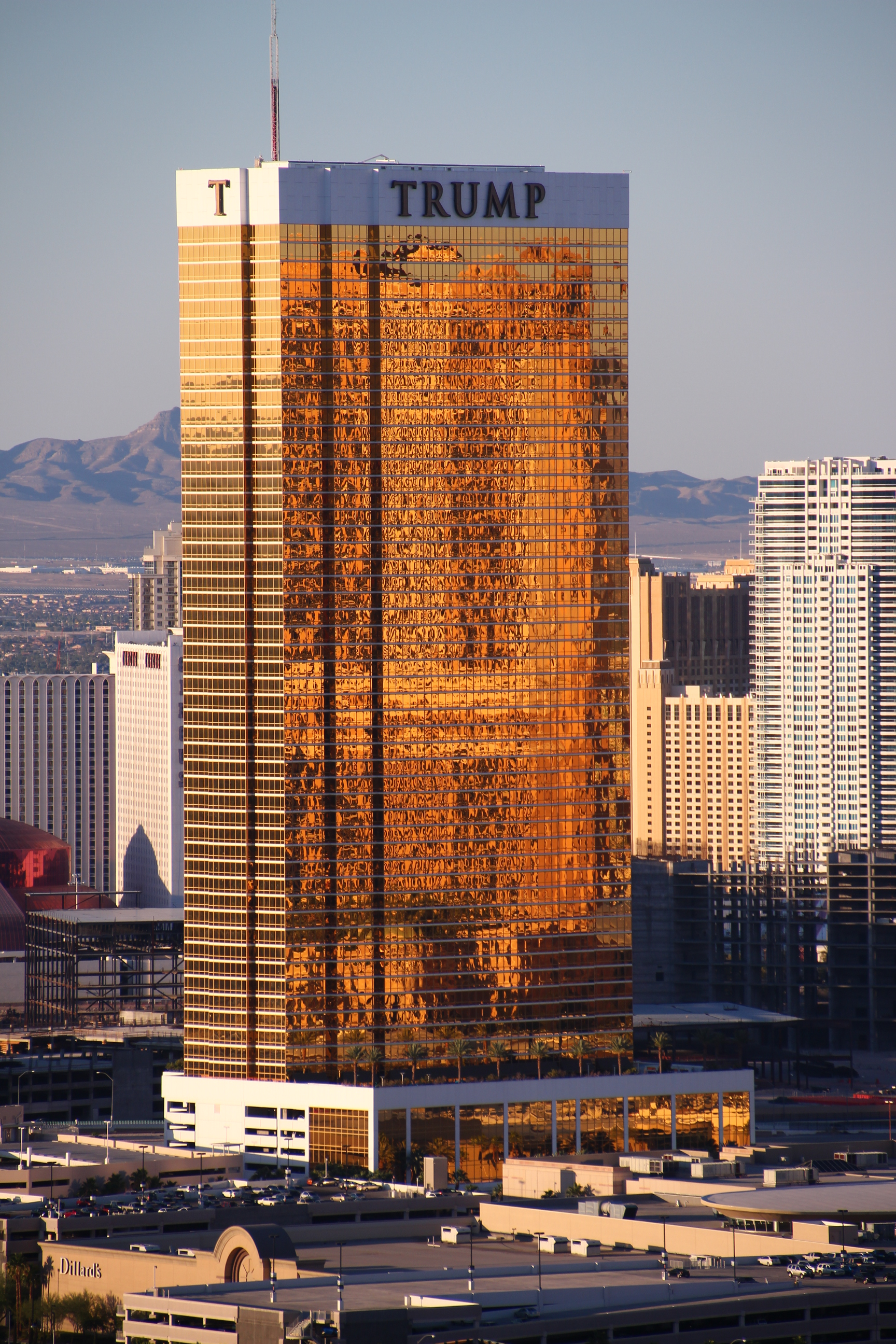
فندق ترامب إنترناشيونال لاس فيغاس ذي الزجاج المرصع بالذهب.

أنشأ ترمب علامة تجارية شخصية بصفته رجل أعمال ملياردير عصامي، وحقق ملايين الدولارات من خلال ترخيص اسمه للفنادق والكازينوهات والمنتجات وغيرها من المشاريع الدولية.